# John Charles Herries
John Charles Herries (ur. listopad 1778, zm. 24 kwietnia 1855) – brytyjski polityk i finansista, członek stronnictwa torysów i Partii Konserwatywnej, minister w rządach lorda Godericha, księcia Wellington, Roberta Peela i lorda Derby’ego.
Był synem londyńskiego kupca. Karierę zaczynał jako młodszy urzędnik w Skarbie Jego Królewskiej Mości. Ze względu na swoją wiedzę w sprawach finansowych był prywatnym sekretarzem wielu ministrów. Otrzymał w końcu stanowisko głównego komisarza listy cywilnej, a po jego likwidacji w 1816 r. został audytorem listy.
W 1823 r. został wybrany do Izba Gmin jako reprezentant okręgu Harwich. W parlamencie zasiadał do 1841 r. Od 1847 r. reprezentował okręg wyborczy Stamford. Był sekretarzem skarbu w latach 1823–1827. W rządzie Godericha był kanclerzem skarbu w latach 1827–1828. W administracji Wellingtona był zarządcą mennicy, a przez krótki czas w 1830 r. stał na czele Zarządu Handlu. W latach 1834–1835 był sekretarzem ds. wojny. W krótko istniejącym rządzie Derby’ego w 1852 r. był przewodniczącym Rady Kontroli.
Jako jeden z nielicznych byłych ministrów pozostał w Partii Konserwatywnej po jej rozpadzie w 1846 r. na tle zniesienia ustaw zbożowych. W latach 1849–1851, wspólnie z Benjaminem Disraelim i lordem Granbym, stał na czele konserwatystów w Izbie Gmin. Zmarł w 1855 r.